# Гамбита
Гамбита (исп. Gámbita) — город и муниципалитет в северо-восточной части Колумбии, на территории департамента Сантандер. Входит в состав провинции Комунера.

## История
Поселение, из которого позднее вырос город, было основано в 1780 году. Муниципалитет Гамбита был выделен в отдельную административную единицу в 1887 году.

## Географическое положение

Муниципалитет Гамбита

Город расположен в южной части департамента, в горной местности Восточной Кордильеры, на расстоянии приблизительно 128 километров к юго-юго-западу (SSW) от города Букараманги, административного центра департамента. Абсолютная высота — 1891 метр над уровнем моря.
Муниципалитет Гамбита граничит на севере с территорией муниципалитета Суайта, на северо-востоке — с муниципалитетом Чарала, на востоке, западе и юге — с территорией департамента Бояка. Площадь муниципалитета составляет 606,7 км².

## Население
По данным Национального административного департамента статистики Колумбии, совокупная численность населения города и муниципалитета в 2015 году составляла 5044 человека.
Динамика численности населения муниципалитета по годам:
| 2005 | 2006 | 2007 | 2008 | 2009 | 2010 | 2011 | 2012 | 2013 | 2014 | 2015 |
| ---- | ---- | ---- | ---- | ---- | ---- | ---- | ---- | ---- | ---- | ---- |
| 5168 | 5135 | 5116 | 5104 | 5088 | 5077 | 5068 | 5058 | 5053 | 5044 | 5044 |

Согласно данным переписи 2005 года мужчины составляли 54,1 % от населения Гамбиты, женщины — соответственно 45,9 %. В расовом отношении белые и метисы составляли 99,97 % от населения города; индейцы — 0,03 %.
Уровень грамотности среди всего населения составлял 79,9 %.

## Экономика
Основу экономики Гамбиты составляют сельское хозяйство и туризм.
51,9 % от общего числа городских и муниципальных предприятий составляют предприятия торговой сферы, 34,2 % — промышленные предприятия, 13,9 % — предприятия сферы обслуживания.

## Транспорт
К востоку от города проходит национальное шоссе № 45А (исп. Ruta Nacional 45А).